# جوي ماياشاما
جوي ماياشاما (بالإنجليزية: Joey Miyashima)‏ هو ممثل أمريكي، ولد في 18 نوفمبر 1957 في الولايات المتحدة.

## أعمال

### أفلام
- (1986) فتى الكاراتيه الجزء الثاني[2][3][4]
- (1997) كون إير[5]
- (2006) هاي سكول ميوزيكال
- (2008)  سينيور يير

## وصلات خارجية
- جوي ماياشاما على موقع IMDb (الإنجليزية)
- جوي ماياشاما على موقع ألو سيني (الفرنسية)
- جوي ماياشاما على موقع أول موفي (الإنجليزية)
- جوي ماياشاما على موقع قاعدة بيانات الأفلام السويدية (السويدية)
- جوي ماياشاما على موقع قاعدة بيانات الفيلم (الإنجليزية)
- جوي ماياشاما على موقع كينوبويسك (الروسية)